# Green Island (Saba)
Green Island (Groeneiland) is een klein rotseilandje dat bestuurlijk deel uitmaakt van Saba. Het ligt 250 meter ten noorden van het eiland Saba en meet ongeveer 40 bij 60 meter.
Green Island is onbewoond en is bedekt met subtropische planten en is een broedplaats voor noddy's (Anous stolidus of Brown Noddies), een soort meeuwen, en genten uit het geslacht Sula. Via een kleine aanlegplaats voor bootjes komen toeristen op het eiland van het uitzicht genieten. Tevens is het een duikgebied.